# Lochvycja (město)
Lochvycja (ukrajinsky Лохвиця, rusky Лохвица — Lochvica, polsky Łochwica) je město v Poltavské oblasti na Ukrajině. K roku 2022 v ní žilo jedenáct tisíc obyvatel.

## Poloha
Lochvycja leží na pravém břehu Suly, přítoku Dněpru, při ústí říčky Lochvycji.
Železniční stanice Lochvycja se nachází přibližně dvanáct kilometrů východně od města na železniční trati z Kremenčuku přes Romodan, Romny a Bachmač do Homelu.

## Dějiny
Ves Lochvycja je poprvé zmíněna v roce 1320. Od roku 1644 je Lochvycja městem. Od přelomu 17. a 18. století žila ve městě silná židovská menšina, která tvořila až čtvrtinu obyvatelstva.
Za druhé světové války bylo město v letech 1941–1943 obsazeno německou armádou (v roce 1941 bylo setkáním německých jednotek u Lochvycji dokončeno uzavření kotle v rámci bitvy o Kyjevský kotel).

### Rodáci
- Isaak Osipovič Dunajevskij (1900–1955), hudební skladatel